# Uroloba calycospila
Uroloba calycospila là một loài bướm đêm thuộc họ Pterophoridae. Nó được tìm thấy ở Argentina.
Sải cánh dài 19–20 mm. Con trưởng thành bay vào tháng 1 và tháng 2.